# Richard Barter (escultor)
Richard Barter (por volta de 1824 - 5 de Janeiro de 1896) foi um escultor irlandês.

## Biografia
Richard Barter nasceu por volta de 1824 em Macroom, County Cork. Em 1844, por volta dos 20 anos, Barter ingressou na Escola da Royal Dublin Society. Ainda estudante em 1847, ganhou um prémio da Irish Art Union pela sua estatueta Vénus e Cupido. Nessa época, tornou-se amigo de Daniel O'Connell. Mudou-se para Londres por alguns anos, onde conheceu e tornou-se amigo de longa data de John Henry Foley. Ele voltou para Dublin brevemente, mas depois voltou para County Cork, estabelecendo-se em St Ann's Hill, Blarney, em 1853. Barter também era músico, tocando flajolé.
Em 1851, expôs como parte da Grande Exposição de Londres. Ele produziu principalmente bustos de retratos e outras pequenas obras. Em 1845, 1847 e 1851, ele exibiu as suas obras com a Royal Hibernian Academy, principalmente bustos em miniatura feitos de marfim. Entre 1864 e 1874 expôs ocasionalmente na Academia Real Inglesa.
Barter faleceu em St Ann's no dia 5 de Janeiro de 1896 e está enterrado no cemitério de St Finn Barr, Cork.
O Dictionary of Irish Architects assume que Barter era filho do Dr. Richard Barter, mas este não parece ser o caso.